# 圣卢 (阿列省)
圣卢（法語：Saint-Loup，法語發音：[sɛ̃ lu]）是法国阿列省的一个市镇，位于该省中东部，属于维希区。

## 地理
圣卢（46°21'4"N, 3°22'41"E）面积17.62 平方千米，位于法国奥弗涅-罗讷-阿尔卑斯大区阿列省，该省份为法国中部省份，北起涅夫勒省、西北接谢尔省，西南至克勒兹省，南至多姆山省，东南临卢瓦尔省，东临索恩-卢瓦尔省。
与圣卢接壤的市镇（或旧市镇、城区）包括：孔蒂尼、欧特里沃堡、蒙托尔德、圣热朗德沃、阿列河畔瓦雷讷。

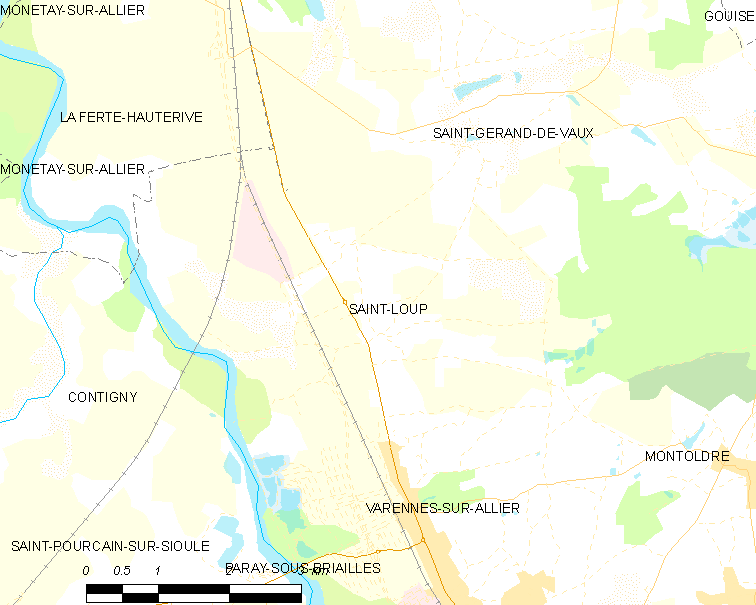
的OSM定位图

圣卢的时区为UTC+01:00、UTC+02:00（夏令时）。

## 行政
圣卢的邮政编码为03150，INSEE市镇编码为03242。

## 政治
圣卢所属的省级选区为锡乌勒河畔圣普尔桑县。

## 人口

1962-2008年间人口变化图示

圣卢于2022年1月1日时的人口数量为572人。